# Walentina Semjonowna Brumberg
Walentina Semjonowna Brumberg (russisch Валентина Семёновна Брумберг; * 21. Julijul. / 2. August 1899greg. in Moskau; † 28. November 1975 ebenda) war eine sowjetische Animationsfilmerin.

## Leben
Brumberg, Tochter des Arztes Semjon Fjodorowitsch (Schimon Zodykowitsch) Brumberg (* 1867) und seiner Frau Zili Iossifowna geborene Klein, wuchs zusammen mit ihrer ein Jahr jüngeren Schwester Sinaida auf.
Nach dem Studium an den Moskauer Höheren Künstlerisch-Technischen Werkstätten (Abschluss 1924) trat Brumber mit hoffnungsvollen jungen Künstlern in den Dienst der ersten Experimentalanimationswerkstatt am Staatlichen Technikum für Kinematographie.
Auf der Bühne des Moskauer Theaters für Kinder führte 1927 die Regisseurin Natalija Saz erstmals eine Animation als Element eines Schauspiels ein. Die Schwestern Brumberg arbeiteten bei den Inszenierungen mit.
Mit ihrer Schwester schuf Brumberg Märchenfilme wie Rotkäppchen und viele andere Filme. Besonders bekannt wurden sie mit ihrem Zeichentrickfilm Fedja Saizew (1948), in dem nicht nur realistische Figuren, sondern auch ein an die Schulwand gezeichneter kleiner Mann vorkommt, der dann ein eigenes Leben entfaltet. Der kleine Mann der Brumberg-Schwestern wurde zu Beginn der 1960er Jahre ein neues Element im Kanon der sowjetischen Animation.
Bis 1960 waren die Animationen von realistischer Art. Dann begann das Experimentieren mit neuartigen Formen. Der 1961 erschienene Zeichentrickfilm über die großen Widrigkeiten war nach Art von Kinderzeichnungen gezeichnet worden. Trotz der Vielfältigkeit der Arbeiten war in den Werken immer der besondere meisterhafte Stil der Brumberg-Schwestern erkennbar, wie Fjodor Chitruk anerkennend feststellte.

## Ehrungen, Preise
- Ehrenzeichen der Sowjetunion (1944)[3]
- Diplom des III. Animationsfilm-Festvals 1960 in Annecy
- Würdigung auf dem II. Kurzfilm-Festival 1960 in Montevideo
- Verdiente Kunstschaffende der RSFSR (1968)